# Poland Disco no. 2
Poland Disco no. 2 – drugi album zespołu Top One wydany przez wytwórnię Polmark w 1990 roku. Album zawiera znane ludowe piosenki nagrane w dyskotekowej aranżacji. Z niego pochodzi ich największy hit Biały miś.

## Lista utworów
1. "Tekla" (muz. i sł. twórcy ludowi)
2. "Miła moja" (muz. i sł. twórcy ludowi)
3. "Bliska moim myślom" (muz. i sł. Andrzej Tenard)
4. "Granica" (muz. i sł. Gaston Claret, Pierre Bayle)
5. "Taka mała" (muz. i sł. twórcy ludowi)
6. "Santa Maria" (muz. i sł. Enzo Ghinazzi / Paolo Barabani)
7. "Biały miś" (muz. Jan Tarka, sł. Wiesław Chrzanowski)[3]
8. "Wiatr" (muz. i sł. Bob Dylan)
9. "Złoty krążek" (muz. i sł. twórcy ludowi)
10. "Poland Disco Mix" (mix: Rafał Paczkowski)

## Twórcy
- Paweł Kucharski - vocal
- Dariusz Królak - instrumenty klawiszowe
- Mariusz Lubowiecki - instrumenty klawiszowe
- Dariusz Zwierzchowski - instrumenty klawiszowe
- Maciej Jamroz - perkusja
- Rafał Paczkowski - realizacja w Studio S-4 Warszawa